# Plestenjak
Plestenjak je priimek v Sloveniji, ki ga je po podatkih Statističnega urada Republike Slovenije na dan 1. januarja 2019 uporabljalo 396 oseb in je po pogostnosti na 876. mestu.

## Znani nosilci priimka
- Ana Plestenjak (*1977), arheologinja
- Anamarija Plestenjak (*1942), živilska tehnologinja
- Andrej Plestenjak (1914—1992), gradbeni gospodarstvenik
- Andrej Plestenjak (*1943), živilski tehnolog
- Anton Plestenjak (1901—1988), slikar
- Barbara Plestenjak Jemec (*1943), etnologinja, umetnostna zgodovinarka in publicistka
- Bor Plestenjak (*1970), matematik
- Dora Plestenjak (*1934), slikarka
- Franc Plestenjak (*1953), polkovnik SV
- Gašper Plestenjak (*1981), igralec badmintona
- Igor Plestenjak, direktor Inštituta za vode RS
- Jan Plestenjak (1899—1947), pisatelj in prevajalec
- Jan Plestenjak (*1973), pevec zabavne glasbe in kitarist
- Janez Plestenjak (*1939), slikar "animist"
- Karel Plestenjak (1914—1963), etnolog, umetnostni zgodovinar, konservator-restavrator, muzealec in slikar
- Lidija Plestenjak (*1993), ilustratorka (naravoslovna)
- Luka Plestenjak (*1990), smučarski skakalec
- Majda Plestenjak (*1944), pedagoginja
- Matej Plestenjak (*1966), kipar
- Petra Plestenjak Podlogar (*1963), rezbarka
- Viktor Plestenjak (1944—2022), kipar in violist